# Synanthedon myrmosaepennis
Synanthedon myrmosaepennis is een vlinder uit de familie wespvlinders (Sesiidae), onderfamilie Sesiinae.
Synanthedon myrmosaepennis is voor het eerst wetenschappelijk beschreven door Walker in 1856. De soort komt voor in het Neotropisch gebied.